# Weekly Review

La Weekly Review est une revue d'actualité publiée à Londres au tout début du XVIIIe siècle, avec le concours de l'écrivain Daniel Defoe, proche du parti whig.

## Histoire
Le fondateur de la Weekly Review avait commencé à écrire en tant que journaliste dès l'âge de trente ans, en 1690, au sein du journal Athenian Mercury. En mai 1703, peu après l'avènement de la Reine Anne de Grande-Bretagne il est emprisonné à la suite d'un phamplet contre l'église d'Angleterre et son théologien Henry Sacheverell, à l'origine des futurs Émeutes de Sacheverell : "Le Moyen le plus rapide d’en finir avec les dissidents" (The Shortest Way with the Dissenters"", un texte qui fait scandale, écrit en 1702. 
Daniel Defoe est libéré la même année par le secrétaire d'État Robert Harley, dont il deviendra un fidèle soutien. La Weekly Review a été publiée pour la première fois dès le 19 février 1704, alors que Daniel Defoe était encore en prison et le sera pendant neuf ans, jusqu'au dernier numéro, sorti le 6 juin 1713. D'abord composée de huit pages et strictement hebdomadaire, la publication voit sa périodicité augmenter ensuite régulièrement, pour sortir deux fois ou même trois fois dans la semaine en 1705, les mardi, jeudi et samedi. La revue soutient fermement en 1707, l'Acte d'Union, qui réunit l'Angleterre et l'Écosse. En 1708, après le départ de Harley du pouvoir, elle se rapproche du parti whig, dont Daniel Defoe avait été un pilier au moment de la Glorieuse révolution britannique. En 1714,The Review devient le Mercator, rédigé par William Brown, alors que Defoe doit être jugé pour un autre pamphlet.
Plus tard, en 1719, Daniel Defoe contribuera au Weekly Journal dans lequel sort son roman Robinson Crusoé, puis au Daily Post, un autre journal londonien, fondé en 1729.